# Лорита (птици)
Вижте пояснителната страница за други значения на Лорита.
Лоритата (Loriinae) са подсемейство папагали. Към тази група принадлежат над 100 вида. Loriinae се дели на два класа птици – лори и лорикети. Лори са по-големи и тежки, с по-масивни тела и четвъртити опашки. Лорикети са по-нежни и малки, с по-дълги и заострени опашки.